# Deficiència d'antitrombina III
La deficiència d'antitrombina III (abreujada deficiència d'AT-III) és una deficiència d'antitrombina III. Aquesta deficiència pot ser heretada o adquirida. És un trastorn hereditari rar que generalment surt a la llum quan un pacient pateix trombosi venosa i embòlia pulmonar recurrents i en mort fetal intrauterina repetitiva. La deficiència hereditària d'antitrombina provoca un augment de la coagulació que pot provocar trombosi venosa. L'herència sol ser autosòmica dominant, tot i que s'han observat alguns casos recessius. El trastorn va ser descrit per primera vegada per Egeberg el 1965. Les causes de la deficiència adquirida d'antitrombina són més fàcils de trobar que la deficiència hereditària.
La prevalença de la deficiència d'antitrombina s'estima entre un 0,02 i un 0,2% de la població general i entre l'1 i el 5% dels pacients amb tromboembòlia venosa. Hi ha un risc elevat de trombosi, pel qual es va trobar que el 50% dels pacients amb deficiència d'AT tenien tromboembòlia venosa als 50 anys.